# Tropomyosin
Tropomyosin ist ein hochkonserviertes aktinbindendes Protein, das in Eukaryoten vom Tierreich bis zur Hefe, mit Ausnahme von Pflanzen, gefunden wird. Im menschlichen Körper kommt es vor allem in der Skelettmuskulatur vor. Der Biochemiker Kenneth Bailey beschrieb das Protein  erstmals 1946.
Tropomyosine werden oft in zwei Gruppen eingeteilt, in Muskel-Tropomyosin-Isoformen und Nichtmuskel-Tropomyosin-Isoformen. Muskeltropomyosin-Isoformen sind an der Regulation der Wechselwirkungen zwischen Aktin und Myosin im Muskelsarkomer beteiligt und spielen eine zentrale Rolle bei der regulierten Muskelkontraktion. Nicht-Muskel-Tropomyosin-Isoformen funktionieren in allen Zellen, sowohl in Muskel- als auch in Nichtmuskelzellen, und sind an einer Reihe von Zellwegen beteiligt, die das Zytoskelett der Zelle und andere wichtige Zellfunktionen kontrollieren und regulieren.
Tropomyosin ist ein stabförmiges Molekül, das etwa 400 Å lang ist, 20 Å breit ist und eine molekulare Masse von 65 bis 70 kDa besitzt. Es besteht aus zwei Untereinheiten α, β, wobei es von α drei Isoformen gibt (α1, α3, α4). Im Skelettmuskel macht Tropomyosin etwa 3 % des Gesamt-Muskelproteins aus.
Veränderungen in den Genen, die für eine der Tropomyosin-Untereinheiten codieren, können erbliche Erkrankungen zur Folge haben:
- α1:
  - Hypertrophische Kardiomyopathie (CMH3)
  - Dilatative Kardiomyopathie (CMD1Y)
- α3:
  - Nemalin-Myopathie-1 (NEM1)
  - Papilläres Schilddrüsenkarzinom (PACT)
- β:
  - Nemalin-Myopathie-4 (NEM4)
  - Arthrogryposis multiplex congenita (DA1)

Binden Calciumionen an Troponin C, so verändert der Troponin/Tropomyosin-Komplex seine Konformation und gibt so die Myosinbindungsstellen frei, was eine Kontraktion ermöglicht.